# Pantai Kuta
Pantai Kuta är en strand i Indonesien.   Den ligger i provinsen Provinsi Bali, i den sydvästra delen av landet, 1 000 km öster om huvudstaden Jakarta. Pantai Kuta ligger på ön Bali.